# Vincent Connare
Vincent Connare, född 1960 i Boston, USA, är en typograf och fotograf som tidigare varit Microsofts hustypsnittsdesigner. Han har bland annat skapat typsnitten Comic Sans och Trebuchet MS. Båda ingår som standard i både Windows och för Apples OS X-plattform.

## Fotnoter
1. ↑  Photographers’ Identities Catalog, Photographers’ Identities Catalog-id: 389241, läst: 9 oktober 2017.[källa från Wikidata]